# اریگنوم کالیستوم
اریگنوم کالیستوم (نام علمی: Eriogonum callistum) نام یک گونه از تیره هفت‌بندیان است.